# Fumiko Okuno
Pour les articles homonymes, voir Okuno.
Fumiko Okuno (奥野 史子, Okuno Fumiko), née le 14 avril 1972 dans la préfecture de Kyoto, est une nageuse synchronisée japonaise.

## Carrière
Lors des Jeux olympiques de 1992 se déroulant à Barcelone, Fumiko Okuno remporte la médaille de bronze en duo avec Aki Takayama ainsi qu'en solo.